# Municipio de Hazel Hill
El municipio de Hazel Hill (en inglés: Hazel Hill Township) es un municipio ubicado en el condado de Johnson en el estado estadounidense de Misuri. En el año 2010 tenía una población de 1824 habitantes y una densidad poblacional de 14,68 personas por km².

## Geografía
El municipio de Hazel Hill se encuentra ubicado en las coordenadas 38°52′29″N 93°46′49″O / 38.87472, -93.78028. Según la Oficina del Censo de los Estados Unidos, el municipio tiene una superficie total de 124.24 km², de la cual 123,8 km² corresponden a tierra firme y (0,36 %) 0,45 km² es agua.

## Demografía
Según el censo de 2010, había 1824 personas residiendo en el municipio de Hazel Hill. La densidad de población era de 14,68 hab./km². De los 1824 habitantes, el municipio de Hazel Hill estaba compuesto por el 96 % blancos, el 0,55 % eran afroamericanos, el 0,38 % eran amerindios, el 0,66 % eran asiáticos, el 0,22 % eran de otras razas y el 2,19 % eran de una mezcla de razas. Del total de la población el 1,59 % eran hispanos o latinos de cualquier raza.